# Остравский зоопарк
Остравский зоопарк основан в 1948 году в городе Острава (Чехия), и в современности (2019) расположен на площади 100 гектаров. Зоопарк постоянно улучшает качество своих услуг и строит новые павильоны, благодаря чему каждый год растет число посетителей. Комплекс зоопарка открыт для посещения круглый год.

## История
История возникновения зоопарка тесно связана с добывающей промышленностью в Остраве — Кунчичках, потому что его центр находится недалеко от угольных шахт Александр и Зарубек. Изначально, здесь был парк, с кортом и бассейном, который был в 1951 году, по инициативе будущего упрявляющего зоопарка Богумила Витека, перестроен в зоопарк, в котором тогда работало шесть работников и животные находились в деревянных клетках. В феврале 1961 произошло первое открытие для посетителей, несмотря на то, что здесь было очень мало чужеземных животных, только слоны, белый медведь, аллигаторы и фламинго. Зоопарк пoстепенно расширялся, особенно благодаря финансовой поддержке города Остравы были построены новые павильоны для обезьян, бегемотов и жирафов. В 2014 году был построен ресторан Саола, который работает круглый год.

## Павильоны

### Павильон африканских животных
В этом павильоне доминирует жираф Ротшильда. Это подвид жирафа, считающийся самым редким. В остравском зоопарке его разводят с 1987 года. С того времени в Остраве уже родилось десять жирафов. Кроме жирафов здесь находятся также пустынные зебры Греви, антилопы и страусы.

### Павильон индийских животных и львов
Здесь живут леопарды, бинтуронги и львы. Лев индийский является, вопреки своему величественному облику, животным под угрозой исчезновения, благодаря своей коже, которая востребована у браконьеров.

### Малая Амазония
Этот павильон, по размеру 50 м², является самым маленьким павильоном зоопарка, однако же здесь находятся самые большие аквариумы объемом 4200 литров, в которых не только рыбы, но и другие животные, например, самая ядовитая лягушка мира — ужасный листолаз или пауки-птицееды. Парадоксом является факт, что в этом самом маленьком павильоне находится, одновременно, самое большое количество животных.

### Павильон эволюции
Павильон предлагает ответ на вопросы, откуда появился человек. Здесь находятся много представителей предков человека: беспозвоночных животных, пресмыкающихся, птиц и млекопитающих. Здесь доминирует большой водопад и озерцо объемом 30 000 литров.

### Танганьика
В павильоне Танганьика содержатся обыкновенные бегемоты и редкие черные кайманы. Бегемот изображен на гербе зоопарка и является его символом, потому что бегемотов разводят только в пражском и остравском зоопарках. Здесь также находится небольшая часть, так называемая Ночная Танганьика, где разводят черепах, змей и ежей.

### Павильон слонов
Является крупнейшим павильоном зоопарка и первым павильоном в Чехии, где был выращен первый слоненок Рашми, который является самым известным слоненком Остравы. В этом павильоне живут только индийские слоны, которые летом также используют близлежащий загон.

## Проекты по спасению животных

### Слонята заболевают
Зоопарк в апреле 2014 года инициировал благотворительный сбор средств для слонят и исследований болезней слонов. Эта идея возникла, когда слоненок умер из-за гепатита. Благодаря сбору зоопарк получил 877 655,22 крон, и исследования продолжаются до сих пор (2019).

### Возвращение рысей
Этот проект возник в 2008 году и его целью является возврат рысей в природу Словакии, конкретно, на территорию Большой Фатры. Также проект хочет обратить внимание на нелегальные убийства рысей. В рамках проекта возник одноименный фильм, который демонстрирует снижение количества рысей в природе.

### Возвращение беркутов в Чехию
Беркуты играют большую роль в природе, так как они убивают вредителей, например, полевок, мышей или лис. В настоящее время (2019) находятся под угрозой исчезновения прежде всего из-за преследования человеком, краж яиц из гнезд и недостатком подходящих для них биотопов.